# María Jesús Alonso Jiménez
María Jesús Alonso Jiménez (Madrid, 14 de enero de 1956) es una diplomática española. Fue embajadora de España en Argentina, (2022-2024).

## Biografía
María Jesús nació el 14 de enero de 1956, en la ciudad española de Madrid.
Se graduó en la Universidad de Barcelona, donde obtuvo la licenciatura en Derecho. En 1983, ingresó en la carrera diplomática.
A lo largo de su carrera diplomática, ha ocupado diversos cargos: Directora Adjunta de la Escuela Diplomática, Subdirectora de Europa Oriental, Consejera en la Dirección General de Seguridad y Desarme, Vocal Asesora en el Departamento de Internacional del Gabinete del Presidente del Gobierno y Embajadora para el Fomento de las Políticas de Igualdad de Género.
Destinada en las Embajadas de España en Turquía, Países Bajos, Dinamarca y en la Representación Permanente de España ante la Organización del Tratado del Atlántico Norte (Bruselas). Fue vocal Asesora en el Gabinete de la Subsecretaria del Ministerio de Asuntos Exteriores, Unión Europea y Cooperación (2017-2022).
Ha sido embajadora de España en la República de Camerún (2005‐2008), República de Ghana (2014‐2017), Países Bajos (2018-2021) y representante permanente ante la Organización para la Prohibición de las Armas Químicas (OPAQ); y desde 2022, es la embajadora de España en la República Argentina.
La colonia española en Argentina le dio la bienvenida el 18 de marzo de 2022 en la sede del Club Español de Buenos Aires. Al acto asistieron representantes de las instituciones más importantes asentadas allí.
El 21 de mayo de 2024, José Manuel Albares, ministro de Asuntos Exteriores español, anunció la retirada sine die de la embajadora en Buenos Aires. 
En mayo de 2024 tras una visita a España que llevó a manifestaciones de la ciudadanía española en Madrid contra la presencia de Milei en España este atacó a la esposa de Pedro Sánchez originando una crisis diplomática.Tras un viaje de Javier Milei, donde insultó a la esposa Pedro Sánchez Begoña Gómez